# Phan Tứ
Phan Tứ (20 tháng 12 năm 1930 – 17 tháng 04 năm 1995) là một nhà văn người Việt Nam, đã được truy tặng Giải thưởng Hồ Chí Minh về Văn học Nghệ thuật đợt II (2000).

## Cuộc đời
Ông tên thật là Lê Khâm, sinh ngày 20 tháng 12 năm 1930 tại thị xã Quy Nhơn, tỉnh Bình Định. Quê gốc tại xã Quế Phong, huyện Quế Sơn, tỉnh Quảng Nam. Ông là người con thứ tư và cũng là người con trai duy nhất trong gia đình có bảy người con. Thân sinh ông là ông Lê Ấm (1897–1976), từng làm Đốc học ở trường Quốc học Huế từ 1924, Trường Quốc học Quy Nhơn (1928–1945), hiệu trưởng trường Trung học Bồ Đề Hội An (1966–1975). Mẹ của ông là bà Phan Thị Châu Liên (1901–1996), tục gọi là cô Đậu, vốn là con gái đầu của nhà Chí sĩ Phan Châu Trinh. Em gái họ của ông là bà Nguyễn Thị Châu Sa (tức Bộ trưởng Bộ Ngoại giao Nguyễn Thị Bình, sau này là Phó Chủ tịch nước Cộng hòa xã hội chủ nghĩa Việt Nam). Ông cũng là cháu ngoại của nhà cách mạng Phan Châu Trinh.
Suốt thời niên thiếu, Phan Tứ sống ở quê là Quế Phong, Quế Sơn, Quảng Nam. Vốn sinh trong gia đình có truyền thống học giỏi, ông từ nhỏ đã khá giỏi về môn văn và tiếng Pháp. Năm 15 tuổi, ông đã tham gia hoạt động trong đội tuyên truyền xung phong của tỉnh Quảng Nam và tham gia cướp chính quyền ở địa phương trong Cách mạng tháng Tám.

## Sự nghiệp văn chương
Năm 1950, ông nhập ngũ, theo học Trường Võ bị Trần Quốc Tuấn, phân hiệu Trung Bộ (Cồn Kênh, Thọ Xuân, Nông Cống, Như Xuân, Thanh Hóa). Cuối năm 1951, sau khi tốt nghiệp, ông được phân công theo đội quân tình nguyện Việt Nam sang chiến đấu ở chiến trường Hạ Lào. Năm 1954, ông tập kết ra Bắc. Năm 1958, ông theo học khoa Ngữ văn, Đại học Tổng hợp Hà Nội. Cũng năm này, ông đã viết cuốn "Bên kia biên giới" với bút danh Lê Khâm, viết về cuộc chiến đấu của quân tình nguyện Việt Nam tại Hạ Lào. Năm 1960, ông lại giới thiệu cuốn "Trước giờ nổ súng" với cùng đề tài trên. Cả hai quyển sách được đánh giá cao, và ông trở thành một nhà văn tên tuổi thời bấy giờ khi mới vừa tròn 30 tuổi.
Sau khi tốt nghiệp năm 1961, ông được phân công trở lại công tác tại chiến trường Miền Nam, làm phái viên tuyên truyền khu ủy Liên khu V, ủy viên đảng đoàn Văn nghệ khu 5, và viết văn dưới bút danh Phan Tứ. Bút danh này trở nên nổi tiếng gắn liền với các tác phẩm của ông về sau này. Do sức khỏe yếu và chịu ảnh hưởng bởi tác động của chất độc hóa học, năm 1966 ông được rút ra Bắc để chữa bệnh, công tác tại Hội Liên hiệp Văn học Nghệ thuật Việt Nam, sau đó giữ chức quyền Tổng biên tập Nhà xuất bản Giải phóng. Năm 1970, ông được kết nạp làm hội viên Hội Nhà văn Việt Nam.
Sau năm 1975, ông về sinh sống và làm việc tại quê hương Quảng Nam. Ông từng là Chủ tịch Hội Văn học nghệ thuật tỉnh Quảng Nam - Đà Nẵng; Ủy viên Ban Chấp hành Hội Nhà văn, Ủy viên Ban Thư ký (Ban thường vụ) Ban chấp hành Hội Nhà văn khóa III. Ông từng là Đại biểu Quốc hội khóa VIII.
Phan Tứ qua đời vào ngày 17 tháng 4 năm 1995 tại Đà Nẵng, khi còn đang viết dang dở bộ tiểu thuyết "Người cùng quê".

## Các tác phẩm tiêu biểu
- Bên kia biên giới (tiểu thuyết, 1958, tái bản 1978).
- Trước giờ nổ súng (tiểu thuyết, 1960).
- Trở về Hà Nội (truyện ngắn, 1960).
- Trên đất Lào (bút ký, 1961).
- Nhật ký chiến trường (di cảo, viết bằng 4 thứ tiếng Việt, Lào, Pháp, Nga).
- Về làng (1964).
- Trong đám nứa (truyện ngắn, 1968).
- Gia đình má Bảy (tiểu thuyết, 1968, tái bản 1971, 1972, 1975).
- Măng mọc trong lửa (bút ký, 1972, 1977).
- Mẫn và tôi (tiểu thuyết, 1972, 1975, 1978, 1987, 1995).
- Trại ST 18 (tiểu thuyết, 1974).
- Trong mưa núi (hồi ký, 1984, 1985).
- Sông Hằng mẹ tôi (dịch từ tiếng Pháp, tiểu thuyết Ấn Độ, 1984, 1985).
- Người cùng quê (tiểu thuyết 3 tập, 1985, 1995, 1997, chưa hoàn thành).

## Giải thưởng
- Giải thưởng văn học Nguyễn Đình Chiểu.
- Giải thưởng 30 năm (1945–1975) của tỉnh Quảng Nam – Đà Nẵng.
- Giải thưởng văn học loại A mười năm (1985–1995) của tỉnh Quảng Nam – Đà Nẵng.
- Giải thưởng Hồ Chí Minh về văn học nghệ thuật đợt II năm 2000.[4]

### Khen thưởng
- Huân chương Độc lập hạng Ba.
- Huân chương Kháng chiến chống Mỹ cứu nước hạng Nhất.
- Huân chương Chiến sĩ vẻ vang hạng Nhất, hạng Nhì và hạng Ba.
- Huân chương Chiến thắng hạng Nhất.
- Huân chương Chiến công hạng Nhất.